# Munditia delicatula
Munditia delicatula är en snäckart som beskrevs av Powell 1940. Munditia delicatula ingår i släktet Munditia och familjen turbinsnäckor. Inga underarter finns listade i Catalogue of Life.